# Fabrice Omonga
Fabrice Omonga Djadi (Kinsasa, 6 de febrero de 1986) es un futbolista congoleño, naturalizado belga. Juega de volante y su actual equipo es el KRC Mechelen de Bélgica.

## Clubes
| Club                 | País    | Año       |
| -------------------- | ------- | --------- |
| FC Brussels          | Bélgica | 2004-2007 |
| Oud-Heverlee Louvain | Bélgica | 2007-2008 |
| White Star Woluwe    | Bélgica | 2008-2009 |
| RAA La Louvière      | Bélgica | 2010      |
| KRC Mechelen         | Bélgica | 2010-     |